# Francisco Hidalgo (político)
Francisco Hidalgo Gómez (Posadas, Córdoba, 24 de agosto de 1950) es un político y activista cultural español. 

## Biografía
Natural de Andalucía, en agosto de 1974 se trasladó a vivir a Cataluña. Instalado en Cornellá de Llobregat ha desarrollado, además de su labor docente, una intensa actividad cultural, social y política andalucista. Fue elegido diputado del Parlamento de Cataluña en las primeras elecciones autonómicas (1980), como cabeza de lista por Barcelona del Partido Socialista de Andalucía.
En los años setenta desarrolló una intensa actividad como pintor exponiendo, individual y colectivamente, en localidades como Cornellá, Barcelona, Córdoba, Huesca o Almería. Actividad que dejó aparcada para centrarse en otros campos de actuación, sin desvincularse del mundo pictórico, promoviendo diversas exposiciones como Visións de Lorca o Flamenc XXI Expresions. Paralelamente inició su relación con las peñas flamencas de la ciudad, vinculándose a la Peña Fosforito de la que ha sido presidente entre 1978-1980 y 1986-1996. Cofundador del Círculo Artístico Séneca de Cornellá de Llobregat, participó activamente en la celebración, como miembro de la organización, de los congresos de Cultura Andaluza en Cataluña. Preside la Agrupación de Asociaciones Recreativo-Culturales Andaluzas (Aarca) y crea la Coordinadora de Entidades Flamencas y Andaluzas de Cornellá.
Sus colaboraciones en prensa, tanto de información general como en revistas especializadas, son frecuentes. Desde 1985 escribe un artículo semanal para Revista Aquí. Es corresponsal en Cataluña de la revista flamenca Candil desde 1995. Ha colaborado asiduamente en Expres, Diari de Cornellá y Diari Ciutat de L'Hospitalet. Ha publicado también artículos en Diari de Barcelona, El País, El Noticiero Universal' y Tele-Expres; en las revistas Candil, El Olivo, La Caña, La Factoría y Barcelona Metrópolis Mediterranía, entre otras.
Asimismo ha dirigido programas radiofónicos, fue director-conductor de los programas "La Hora Flamenca" en Radio Cornellá durante doce años; "Con otro acento", tres años; y "Memoria del Sur", dos años; estos dos últimos en Radio Metropol. En Radio L'Hospitalet mantuvo durante dos años el programa "Las radiantes mañanas". Es autor de los guiones de los documentales "Semana Santa de L'Hospitalet" y "Feria de Abril de Cataluña" para Aquí TV.
Ha sido director de los seminarios de la Universidad Internacional Menéndez Pelayo "Arte Flamenco" y "El Flamenco en Cataluña"; director del Festival de Arte Flamenco de Cataluña que se celebra anualmente en Cornellá desde 1991; redactor jefe de la revista Fragua; cofundador y vicepresidente la asociación Amics de la Ciutat de Cornellá y promotor y organizador de los congresos de Historia Catalano-Andaluza, que se celebran bienalmente en Hospitalet desde 1995. Ha participado también en los congresos anuales de Arte Flamenco, como organizador y ponente. Conferenciante en el I Congreso de Flamenco de Rosario (Argentina) y en el de Buenos Aires.
Jurado en diferentes concursos literarios, pictóricos y de flamenco como el Concurso Nacional de Arte Flamenco de Córdoba, Festival Internacional del Cante de las Minas de La Unión, el de ensayo González Climent, el Rafael Alberti de poesía y el de Letras Flamencas de Baracaldo. Ha dado conferencias en numerosos seminarios, ciclos culturales y universidades en España y en el extranjero. También ha publicado en diversas revistas ensayos sobre cultura popular y tradicional. Algunos de sus artículos y conferencias de tema flamenco han sido traducidos al inglés, alemán, italiano y danés.
Sus letras han sido grabadas por artistas como José Parra, La Tobalo, Juan José de Rute, Juan Alfaro, D'Anea, y es autor de los espectáculos "El loquito de las canciones", "Som d'aquí", "La glorieta de la luna", "Homenaje a los maestros" y "La rueda del año" que se han representado por toda Cataluña y, el último de ellos, en Rusia (agosto de 2000). Es autor de las letras del espectáculo "Encuentros", estrenado en el Gran Teatro del Liceo de Barcelona en julio de 2004. Ha escrito también conferencias escénicas como "Pasión por el baile", "Los Machado y el Flamenco" o "Alberti, el poeta que quiso ser marinero".
Además de insignias de oro, distinciones y trofeos de numerosas peñas flamencas y entidades culturales, ha sido galardonado con el Premio a la Labor Cultural y Artística por la Coordinadora de Entidades Andaluzas de Hospitalet y con el Premio de Honor Carmen Amaya de la Asociación Cultural Andaluza de Hospitalet en 1998. En 1999 recibió el Premio de Investigación de la Asociación de Críticos de Arte Flamenco de España y el galardón literario El Olivo, por votación popular. En 2002 fue distinguido en Málaga con la Jabera de Plata "Antonio Fernández Díaz Fosforito". En 2004 recibió el título Andaluz del Año en Esplugas de Llobregat. En 2005 el Ateneo de Córdoba le entregó la Fiambrera de Plata.
Ha colaborado en "Atlas del Baix Llobregat", en la enciclopedia "Historia del Flamenco", "Rito y Geografía del cante" (El Flamenco en Cataluña). En la Enciclopedia de la Música de editorial Planeta y en "Tradicionarius" (Semana Santa, Feria de Abril, Rocío y Romerías) de la Gran Enciclopedia de Catalunya.
Desde 2003 hasta 2010 fue responsable de la Delegación para las Comunidades Andaluzas de Cataluña, Valencia y Baleares de la Junta de Andalucía con sede en Barcelona. Ha sido asesor de Cultura Tradicional y Popular de la Diputación Provincial de Barcelona y director gerente de la Fundación Gresol Cultural, secretario (2 años) y vocal (8 años) de las juntas directivas de la Asociación para el Fomento de los Congresos de Arte Flamenco y vicepresidente de la Asociación de Críticos de Arte Flamenco, director de la colección de flamenco de Ediciones Carena, miembro del consejo de redacción de la revista La Factoría y de la colección Crónicas de Cornellá.

## Publicaciones
- Fosforito, el último romántico.
- Córdoba con la guitarra de fondo.
- Aquí, un año de flamenco.
- Carmen Amaya: cuando duermo sueño que estoy bailando.
- Cornellá de Llobregat: claves de lo oculto y lo esplendente.
- Catalunya, siempre crisol.
- Sebastiá Gasch: el flamenco y Barcelona.
- Lorca, poeta del pueblo.
- Las entidades de cultura popular, su vigencia y futuro.
- Ole y viva la ópera flamenca.
- Como en pocos lugares: noticias del flamenco en Barcelona.
- Cornellá Flamenco.
- Crónicas de Aquí.
- Luis de Córdoba.
- A Morente.
- Manuel Ávila, un romántico del flamenco.
- Un arco iris flamenco.
- Flamencs.
- Umbral flamenco del 2000.
- Sentido flamenco.
- Carmen Amaya, 1963.
- ACA, pasión por el baile.
- Flamenco: una primavera perpetua.
- A Rafael Morales.
- Los escritores y el flamenco.
- Breu historia del flamenc a Catalunya.
- Por él sienten pasión.
- Els novíssims.
- Lorca en sus dibujos.
- Carmen Amaya en Argentina. Mujer y Artista.